# Dekanat aleksandrowski (archidiecezja łódzka)
Dekanat aleksandrowski – dekanat w archidiecezji łódzkiej z siedzibą w Aleksandrowie Łódzkim (parafia pw. Świętych Archaniołów Gabriela, Rafała i Michała w Aleksandrowie Łódzkim).
Dekanat składa się z 7 parafii:
- parafia Świętych Archaniołów Rafała i Michała w Aleksandrowie Łódzkim
- parafia Zesłania Ducha Świętego w Aleksandrowie Łódzkim
- Parafia Matki Bożej Nieustającej Pomocy w Łodzi
- parafia Wszystkich Świętych w Bełdowie
- parafia św. Mateusza Ewangelisty w Dalikowie
- parafia Niepokalanego Poczęcia NMP w Grotnikach
- parafia Zwiastowania Pańskiego w Rąbieniu